# Przepływ nienaruszalny
Przepływ nienaruszalny – przepływ minimalnej ilości wody, niezbędnej do utrzymania życia biologicznego w cieku. Zwykle przyjmuje się, że w zależności od rzeki może on wynosić od 0,5 do 1,5 SNQ, tj. średniego z najniższych rocznych przepływów wody w rzece w wieloleciu.